# Силва, Фрэнк
Фрэнк Силва (англ. Frank Silva; 31 октября 1950, Сакраменто, Калифорния — 13 сентября 1995, Сиэтл, Вашингтон) — американский декоратор и актёр, хорошо известный своей ролью злого духа убийства Боба в телевизионном сериале «Твин Пикс».

## Биография
Силва окончил Университет штата в Сан-Франциско по специальности «дизайн освещения», затем работал бутафором и декоратором в нескольких картинах Дэвида Линча, в частности, в фильмах «Дюна» и «Дикие сердцем».
Силва работал и над телесериалом «Твин Пикс». Согласно воспоминаниям Линча, вошедшими в «Золотое издание Твин Пикс» 2007 года, Линч был наверху в доме Лоры Палмер и наблюдал за работой Силвы, как вдруг понял, что Фрэнку можно отвести роль в сериале. Он спросил Силву об актёрском опыте, и Силва ответил, что он уже был актёром. Позже, Линч случайно увидел на съёмках в камере отражение Силвы в зеркале, таким образом Линчем был придуман персонаж убийцы Боба, тёмного духа, преследующего Лору Палмер. Силва до конца сериала «Твин Пикс» появлялся в роли Боба, а также снялся в этой же роли в картине «Твин Пикс: Сквозь огонь» (1992). К тому же материалы из сериала и фильма были включены в третий сезон «Твин Пикс».
Силва также снялся в клипе группы Anthrax «Only».
Фрэнк Силва умер 13 сентября 1995 года от осложнений СПИДа. Памяти Силвы был посвящён второй эпизод третьего сезона «Твин Пикс».